# محاصره معرة نعمان
محاصره معرة نعمان (انگلیسی: Siege of Ma'arra)، نبردی است که ذر اواخر سال ۱۰۹۸ در نزدیکی شهر معرة النعمان واقع در سوریه امروزی و در هنگام نخستین جنگ صلیبی رخ داد و با پیروزی صلیبیون به پایان رسید.

## پیش زمینه
سران صلیبی در پی فروکش کردن بیماری در ماه سپتامبر و لزوم وجود رهبری قدرتمند و فراگیر در میان خود، تصمیم گرفتند تا با ارسال نامه ای به پاپ شرح اقدامات انجام گرفته را به اطلاعش رسانده و از او بخواهند تا به انطاکیه بیاید و آنان را رهبری کند. در این نامه که امضای بوهموند در بالای آن و پیش از امضای دیگران آورده شده بود از لزوم تکیه دادن بر تخت نخستین پاپ در کلیسای جامع پیتر مقدس، دیدار پاپ از شهر مقدس و شرح نامهربانی عیسویان بومی که از آنان با لقب کفار آورده شده بود، سخن رفته بود. انتظار دریافت پاسخ برای این نامه سبب شد مسئله تعیین فرمانروا برای انطاکیه تا مدتی فراموش شود.
در اثر جنگ طولانی مدت در انطاکیه و جلگه اطراف شهر هیچ‌گونه کشت و کار و محصولی برداشت نشده و گرسنگی در حال غلبه بر سپاه صلیبی بود که ریموند تصمیم گرفت برای یافتن منابع غذایی مناطق مسلمان نشین اطراف را غارت کند. پیش از عملی شدن نیات ریموند و در همین هنگام، عمر، امیر اعزاز که بر سر راه ادسا به انطاکیه واقع شده بود، در برابر رضوان دست به خودرایی زده و از گادفری درخواست کمک کرد. گادفری نیز به همراه ریموند به کمک او شتافته و سپاه رضوان که از نزدیک شدن عیسویان آگاه شد از شهر عقب‌نشینی کرده و عمر دست نشانده گادفری شده و با او عهد وفاداری بست. این رویداد نشان داد علاوه بر اینکه مسلمانان در اختلافات خود از صلیبیون کمک جستند، صلیبیون نیز این آمادگی را کسب کردند تا دست نشاندگی مسلمانان را بپذیرند. در راه بازگشت ریموند توانست از آبادی‌های اطراف منطقه خواربار مناسبی را جمع‌آوری کند ولی در راه بازگشت، شمار زیادی از نیروهایش را در کمین‌های پی در پی سربازان ترک از دست داد.
پتر بارتلمه در ماه اکتبر بار دیگر مدعی دریافت الهاماتی از آندره قدیس مبنی بر آغاز حرکت به سوی اورشلیم شد ولی ریموند بدون توجه به او قصد کرد تا برای یافتن آذوقه مورد نیاز سپاه به مناطق در کنترل مسلمانان حمله ببرد. او که پیش از این جلگه روج را به کنترل خود درآورده بود، از آنجا به سوی جنوب حرکت کرد و شهر باره را تصرف کرد و همه مردم تسلیم شده شهر را کشته و به بردگی گرفت و در انطاکیه به فروش رساند. او در این شهر همه مساجد را به کلیسا تبدیل کرد و یکی از کشیشان لاتین سپاه خود را به مقام اسقفی این شهر منصوب نموده و این انتصاب مورد تأیید ژان پاتریارک انطاکیه نیز قرار گرفت.
از آنجا که حرکت به سوی اورشلیم به وسیله سران صلیبیون برای ماه نوامبر تعیین و برنامه‌ریزی شده بود، آنان حرکت خود را به سوی انطاکیه آغاز کردند. در روز پنجم نوامبر آنان در کلیسای پطر مقدس جمع شده و به مشورت پرداختند و معلوم گردید هیچ‌کدام موافق نظرات دیگری نیستند. با آغاز سخن رفتن از سپردن انطاکیه به بوهموند که توسط یاران او طرح شده بود اختلافات در میان جمع زبانه کشید و ریموند سوگند صلیبیون به امپراتور را یادآور شده و به مخالفت برخاست. پس از چند روز از گذشت آغاز این جلسات صبر سپاهیانی که در بیرون در انتظار بودند به پایان رسید و به شرکت کنندگان در اجلاس اولتیماتوم دادند که آنان خواهان حرکت هرچه سریعتر به سوی اورشلیم و رها کردن طمع کاران به انطاکیه و منتظران هدایای امپراتورند و پیش از ترک شهر، آن را نابود خواهند کرد. سران سپاه با دیدن این وضعیت و اینکه اختلافات میان ریموند و بوهموند به آستانه جنگ رسیده بود به این نتیجه رسیدند که جلسه ای محدود به سران بزرگ سپاه برگزار کنند و در آن تصمیم برآن شد تا برای سرگرم شدن سپاهیان تا هنگام حرکت اصلی به سوی اورشلیم به معره نعمان که بر مسیر جنوب و جناح چپ سپاه، مشرف بود، حمله ببرند و کنترل سه چهارم انطاکیه و ارگ توسط بوهموند و پل بارودار و قصر توسط ریموند به رسمیت شناخته شد.

## محاصره معره نعمان
ریموند و کنت فلاندرز در ۲۳ نوامبر به سوی روج و باره حرکت و در ۲۷ به مقابل باروهای معره نعمان رسیدند. آنان در سحرگاه روز بعد به باروهای شهر حمله کرده ولی راهی به جایی نبرد. در عصر همان روز بوهموند نیز به آنان ملحق شد و حمله ای دیگر به باروهای شهر دوباره شکست خورد در نتیجه شهر به مدت دو هفته محاصره کامل درآمد. با وجود کمبود آذوقه در روز ۱۱ دسامبر با ادعای پتر مبنی بر نزدیک بودن پیروزی، سپاهیان ریموند برج چوبینی که ساخته بودند را به سوی دیوارهای شهر رانده ولی نتوانستند از فراز آن راه به جایی ببرند ولی سربازانی که در پای برج حاضر بودند توانستند پای دیوار را کنده و قسمت از آن را تخریب کرده و در پی این اتفاق به درون شهر حمله ببرده و دست به تاراج بزنند. بوهموند با حسادت ورزی نسبت به این کامیابی ریموند اعلام داشت تا در صورت تسلیم شدن شهر به تسلیم شدگانی که در سرسرای دروازه شهر جمع شوند پناه خواهد داد. با فرا رسیدن شهر مردم شهر چند دسته شده شماری به سرسرای اعلامی رفته و عده ای نیز خانه‌های خود را سنگربندی کردند و اعلام کردند در صورت تأمین جانی، مطیع صلیبیون خواهند شد. با دمیدن سحرگاه بار دیگر جنگ درگرفت و صلیبیون که با تمام نیرو به درون شهر وارد شده بودند هرکس را یافتند از دم تیغ گذرانده و تمام خانه‌ها را چپاول و سوزاندند. از کسانی که در سرسرا پناه گرفته بودند، مردان کشته شده و زنان و کودکان به بردگی گرفته شدند.
ریموند و بوهموند هر کدام مدعی کسب این پیروزی شده و موجب شدند میان سربازان نرمن و پروانسی، کینه‌توزی و ستیز دربگیرد. بوهموند که جز در ازای در اختیار گرفتن مناطق ریموند در انطاکیه حاضر به ترک شهر نبود نسبت به اظهارات پتر را مشکوک خواند و در برابر ریموند قصد داشت کنترل شهر را به اسقف باره واگذار کند. با گسترش نافرمان در میان سپاه و درخواست آغاز حرکت به سوی اورشلیم و پیشنهاد سپه سالاری به ریموند، او پس از سه روز به سوی روج حرکت کرد، بوهموند نیز شهر را به سوی انطاکیه ترک کرده و کنترل شهر به اسقف باره سپرده شد.

## پیامد
با این وجود ریموند نسبت به آغاز حرکت هنوز تعلل می‌کرد و راضی به واگذاری انطاکیه به بوهموند نبود. بوهموند هم که نسبت به خشم سپاهیان ریموند برای آغاز حرکت آگاه بود پیشنهاد کرد حرکت سپاه تا روز عید پاک به عقب افتد. ریموند از سران صلیبی دعوت کرد تا به روج آمده و در آنجا قصد داشت تا آنان را با پرداخت مقادیری رشوه آنان را خریده و سپهسالاری خود را بر آنان تحمیل کند ولی پیشنهادهای او بی‌نتیجه ماند. در همین هنگام ذخایر آذوقه سپاه صلیبی که در معره نعمان حضور داشت به انتها رسید و وضعیت چنان وخیم گردید که سپاهیان به آدم‌خواری روی آوردند. آنان که از صبر کردن ناامید شده بودند باروهای شهر را منهدم کردند و شهر را به آتش کشیدند. ریموند با آگاهی از وضعیت به معره نعمان رفته و با مشاهده وضعیت در سیزدهم ژانویه ۱۰۹۹ در پیشاپیش سپاه و برای شبیه کردن هرچه بیشتر خود به رهبر زائران، با پای پیاده به سوی اورشلیم به راه افتاد. دست نشاندگان ریموند یعنی ریموند پیلت، اسقف باره و پادگان سربازان ریموند در انطاکیه نیز، همگی با شنیدن حرکت سپاه، موقعیت‌های خود را رها کرده و به او پیوستند. از سران صلیبی رابرت نرماندی، تانکرد و کمی بعد گادفری و رابرت فلاندرز هم همراه سپاه ریموند شدند ولی بوهموند و بالدوین در شهرهایی که تسخیر کرده بودند باقی ماندند. بدین ترتیب بوهموند فرمانروای انطاکیه و ریموند نیز سپهسالار کل سپاه صلیبی در حمله به اورشلیم شد.

### کتابشناسی
- Runciman, Steven (1951). A History of the Crusades Volume I: The First Crusade and the Foundation of the Kingdom of Jerusalem. Cambridge University Press.